# Jan Peder Syse
Jan Peder Syse, né le 25 novembre 1930 à Nøtterøy et mort le 17 septembre 1997 à Oslo, est un homme d'État norvégien, membre du Parti conservateur (Høyre).
Après avoir été membre du conseil municipal d'Oslo, il devient secrétaire d'État à la Justice en 1970, et entre au Storting trois ans plus tard. Il est nommé ministre de l'Industrie dans le gouvernement de coalition dirigé par Kåre Willoch, en 1983, mais doit le quitter au bout de deux ans. En 1989, il prend la tête d'un gouvernement minoritaire de centre droit, qui s'effondre à peine un an plus tard, du fait de la rupture de la coalition.

## Biographie

### Formation et carrière
Il achève ses études secondaires en 1949, et entreprend des études supérieures de droit à l'université d'Oslo. Il les achève huit ans plus tard et commence alors à travailler au département de gestion de Wilh. Wilhelmsen, une société de la marine marchande.
En 1967, il est choisi comme secrétaire particulier de Kåre Willoch, alors ministre du Commerce et de la Marine marchande de Norvège et conserve ce poste pendant trois ans.

### Vie privée
Son père, Peter Syse, était un homme politique local et un dentiste. Il a rencontré sa femme, Else Walstad, lors de ses études à l'université d'Oslo, en 1955, et l'a épousée quatre ans plus tard. Ils ont eu deux enfants : Henrik et Christian.
Il est décédé d'une hémorragie intra-cérébrale le 17 septembre 1997, à 66 ans.

## Parcours politique

### Les débuts
Au cours de ses études, il est élu président de l'Association des étudiants conservateurs (DKS) en 1952, puis de la société des étudiants norvégiens (DNS) un an plus tard. Au sein de cette dernière, il a présidé le comité pour la construction du Chateau Neuf, qui accueille désormais le siège de la DNS.
En 1963, il est élu membre du conseil municipal d'Oslo, et y siège pour deux mandats de quatre ans.

### Du gouvernement au Parlement
Il entre au gouvernement le 1er novembre 1970, en tant que secrétaire d'État du département de la Justice, sous la direction d'Egil Endresen. Contraint de quitter son poste avec l'arrivée au pouvoir du travailliste Trygve Bratteli le 17 mars 1971, il est élu député au Storting sous les couleurs du Parti conservateur (Høyre, H) lors des élections du 10 septembre 1973. Il siégera au sein de nombreux comités et sera désigné délégué à l'assemblée générale de l'ONU, à l'Union interparlementaire (UIP) et d'autres organisations internationales.

### Ministre et chef des conservateurs
Il est nommé ministre de l'Industrie de Norvège le 16 septembre 1983, dans le gouvernement de coalition minoritaire de Kåre Willoch. Malgré le fait que la coalition remporte 78 députés sur 157 aux élections du 9 septembre 1985, et qu'elle soit reconduite au pouvoir, il quitte le cabinet le 3 octobre suivant.
Il retourne en effet au Storting, pour prendre la présidence du groupe parlementaire conservateur, qu'il conserve même après la démission de Willoch le 9 mai 1986 du fait du rejet d'une question de confiance. Il succède deux ans plus tard à Kaci Kullmann Five à la présidence du Parti conservateur, étant ainsi le premier à cumuler la direction du parti et de ses députés.
Il s'attache alors, dans un contexte de sondages défavorables, qui montrent les conservateurs dépassés par le Parti du progrès (FrP), à relancer l'alliance du centre droit, constitué à l'époque de son parti, du Parti populaire chrétien (KrF) et du Parti du centre (SP).

### Ministre d'État
Aux élections législatives du 11 septembre 1989, travaillistes et conservateurs connaissent un fort recul, notamment au profit du FrP et du Parti socialiste de gauche (SV). Dans leur ensemble, les trois formations du centre droit recueillent 37,2 % des suffrages et 62 députés sur 165, contre 63 aux travaillistes. Ayant obtenu le soutien sans participation des 22 parlementaires du FrP, Jan Peder Syse est nommé ministre d'État de Norvège le 16 octobre et prend la tête d'un gouvernement minoritaire.
Dès le départ, des tensions apparaissent entre les trois partis concernant les relations avec l'Espace économique européen (EEE) et la Communauté économique européenne (CEE). Ces dissensions conduisent au retrait des centristes, qui disent préférer un gouvernement travailliste minoritaire, et à la démission du cabinet le 3 novembre 1990.

### Fin de carrière
Deux mois avant sa démission, les médias d'Oslo révèlent le « problème Blaasenborg », à savoir des accusations selon lesquelles Syse, en tant que principal propriétaire et président du conseil syndical d'un groupe d'immeubles de la capitale norvégienne, n'avait pas respecté la date limite pour soumettre certains documents au fisc. Une enquête conclura que ces faits, bien qu'ils soient avérés, étaient sans gravité, mais il en est resté politiquement affaibli.
Au cours de son dernier mandat de député, à partir de 1993, il prendra régulièrement ses distances avec l'orientation politique de son parti. Il refuse, en 1997, d'être de nouveau candidat aux élections législatives, prévues le 15 septembre, et décède deux jours plus tard.